# Geoffrey Keen
Geoffrey Keen, all'anagrafe Geoffrey Ian Keen (Wallingford, 21 agosto 1916 – Northwood, 3 novembre 2005), è stato un attore britannico.

## Biografia
Figlio dell'attore teatrale Malcolm Keen, studiò alla Bristol Grammar School, quindi entrò al Little Repertory Theatre di Bristol, facendo il suo debutto sul palcoscenico nel 1932. Dopo essere stato accettato alla London School of Economics, decise di seguire la propria vocazione artistica e si iscrisse alla Royal Academy of Dramatic Art per seguire i corsi di recitazione. Nel 1939 entrò a far parte della Royal Shakespeare Company, ma lo scoppio della seconda guerra mondiale interruppe sul nascere la sua carriera. Keen si arruolò nel Royal Army Medical Corps e, durante il periodo bellico, apparve in una pellicola didattica per l'esercito, The New Lot (1943), diretta da Carol Reed.
Nel dopoguerra riprese la carriera e debuttò sugli schermi cinematografici con alcuni ruoli minori in tre celebri film di Carol Reed, Fuggiasco (1947), Idolo infranto  (1948) e Il terzo uomo (1949). Negli anni cinquanta divenne uno dei più attivi caratteristi del cinema britannico, interpretando spesso uomini di legge, detective e ispettori di polizia, come nei film Cielo tempestoso (1950) e La colpa del marinaio (1952), e figure di militari e dello spionaggio come in L'uomo che non è mai esistito (1956), L'uomo che vide il suo cadavere (1956), Affondate la Bismarck! (1960) e Gli eroi di Telemark (1965). Interpretò inoltre un primo ministro in Eri tu l'amore (1961), e apparve in numerosi film d'avventura come L'isola del tesoro (1950), Rob Roy, il bandito di Scozia (1953) e Nata libera (1966).
Pur rimanendo sempre attivo sul palcoscenico e anche in televisione, Keen proseguì la carriera cinematografica con apparizioni in celebri pellicole come Il dottor Živago (1965), in cui interpretò il ruolo del medico Boris Kurt, Cromwell (1970), nei panni del politico inglese John Pym, e Sacco e Vanzetti (1971), nel ruolo di Webster Thayer, giudice della corte suprema del Massachusetts. Recitò anche in diversi film horror come Gli orrori del museo nero (1959), Il cranio e il corvo (1963), Il cerchio di sangue (1967) e Una messa per Dracula (1970). La sua fama è principalmente legata al ruolo del Ministro della Difesa Frederick Gray, che egli interpretò in sei pellicole della saga di James Bond, La spia che mi amava (1977), Moonraker - Operazione spazio (1979), Solo per i tuoi occhi (1981), Octopussy - Operazione piovra (1983), 007 - Bersaglio mobile (1985) e 007 - Zona pericolo (1987).
Sposato tre volte, padre di due figlie, Jemma e Mary, Keen si ritirò dalle scene nel 1991 e morì nel 2005 a Northwood, (Middlesex).

## Filmografia parziale

### Cinema
- Fuggiasco (Odd Man Out), regia di Carol Reed (1947)
- Idolo infranto (The Fallen Idol), regia di Carol Reed (1948)
- I ragazzi del retrobottega (The Small Back Room), regia di Michael Powell ed Emeric Pressburger (1949)
- Il terzo uomo (The Third Man), regia di Carol Reed (1949)
- L'isola del tesoro (Treasure Island), regia di Byron Haskin (1950)
- Minaccia atomica (Seven Days to Noon), regia di John Boulting (1950)
- Cielo tempestoso (The Clouded Yellow), regia di Ralph Thomas (1950)
- La quinta offensiva (Green Grow the Rushes), regia di Derek N. Twist (1951)
- SOS Scotland Yard (High Treason), regia di Roy Boulting (1951)
- Piangi mio amato paese (Cry, the Beloved Country), regia di Zoltán Korda (1951)
- La colpa del marinaio (Hunted), regia di Charles Crichton (1952)
- Quinta squadriglia Hurricanes (Angels One Five), regia di George More O'Ferrall (1952)
- Vendicherò il mio passato (The Long Memory), regia di Robert Hamer (1953)
- La rivale di mia moglie (Genevieve), regia di Henry Cornelius (1953)
- Appuntamento col destino (Turn the Key Softly), regia di Jack Lee (1953)
- Una storia di guerra (Malta Story), regia di Brian Desmond Hurst (1953)
- Rob Roy, il bandito di Scozia (Rob Roy, the Highland Rogue), regia di Harold French (1953)
- Quattro in medicina (Doctor in the House), regia di Ralph Thomas (1954)
- Il figlio conteso (The Divided Heart), regia di Charles Crichton (1954)
- The Glass Cage, regia di Montgomery Tully (1955)
- Il cargo della violenza (Passage Home), regia di Roy Ward Baker (1955)
- Un dottore in altomare (Doctor at Sea), regia di Ralph Thomas (1955)
- Tempesta sul Nilo (Storm Over the Nile), regia di Zoltán Korda e Terence Young (1955)
- Il segno del pericolo (Portrait of Alison), regia di Guy Green (1955)
- La mia vita comincia in Malesia (A Town Like Alice), regia di Jack Lee (1956)
- L'uomo che non è mai esistito (The Man Who Never Was), regia di Ronald Neame (1956)
- La lunga mano (The Long Arm), regia di Charles Frend (1956)
- Gli uomini condannano (Yield to the Night), regia di J. Lee Thompson (1956)
- Amami... e non giocare (Loser Takes All), regia di Ken Annakin (1956)
- L'uomo che vide il suo cadavere (House of Secrets), regia di Guy Green (1956)
- Zarak Khan (Zarak), regia di Terence Young (1956)
- Il giardiniere spagnolo (The Spanish Gardener), regia di Philip Leacock (1956)
- Città sotto inchiesta (Town On Trial), regia di John Guillermin (1957)
- Caccia ai diamanti (The Secret Place), regia di Clive Donner (1957)
- Indagine pericolosa (Fortune Is a Woman), regia di Sidney Gilliat (1957)
- Dottore a spasso (Doctor at Large), regia di Ralph Thomas (1957)
- Senza domani (Nowhere to Go), regia di Seth Holt (1958)
- Sentenza che scotta (Beyond This Place), regia di Jack Cardiff (1959)
- Gli orrori del museo nero (Horrors of the Black Museum), regia di Arthur Crabtree (1959)
- The Boy and the Bridge, regia di Kevin McClory (1959)
- Il capro espiatorio (The Scapegoat), regia di Robert Hamer (1959)
- Affondate la Bismarck! (Sink the Bismarck!), regia di Lewis Gilbert (1960)
- La tortura del silenzio (The Angry Silence), regia di Guy Green (1960)
- Eri tu l'amore (No Love for Johnnie), regia di Ralph Thomas (1961)
- Amore pizzicato (Raising the Wind), regia di Gerald Thomas (1961)
- Il mistero del signor Cooper (A Matter of WHO), regia di Don Chaffey (1961)
- Il principe e il povero (The Prince and the Pauper), regia di Don Chaffey (1962)
- L'ispettore (The Inspector), regia di Philip Dunne (1962)
- La strada a spirale (The Spiral Road), regia di Robert Mulligan (1962)
- Il cranio e il corvo (The Mind Benders), regia di Basil Dearden (1963)
- Finché dura la tempesta (Torpedo Bay), regia di Charles Frend (1963)
- Non rompete i chiavistelli (The Cracksman), regia di Peter Graham Scott (1963)
- L'inafferrabile primula nera (Dr. Syn, Alias the Scarecrow), regia di James Neilson (1963)
- Gli eroi di Telemark (The Heroes of Telemark), regia di Anthony Mann (1965)
- Il dottor Živago (Doctor Zhivago), regia di David Lean (1965)
- Nata libera (Born Free), regia di James Hill (1966)
- Il cerchio di sangue (Berserk!), regia di Jim O'Connolly (1967)
- Una messa per Dracula (Taste the Blood of Dracula), regia di Peter Sasdy (1970)
- Cromwell, regia di Ken Hughes (1970)
- Sacco e Vanzetti, regia di Giuliano Montaldo (1971)
- Doomwatch - I mostri del 2001 (Doomwatch), regia di Peter Sasdy (1972)
- Vivere in libertà (Living Free), regia di Jack Couffer (1972)
- La spia che mi amava (The Spy Who Loved Me), regia di Lewis Gilbert (1977)
- Holocaust 2000, regia di Alberto De Martino (1977)
- Moonraker - Operazione spazio (Moonraker), regia di Lewis Gilbert (1979)
- Solo per i tuoi occhi (For Your Eyes Only), regia di John Glen (1981)
- Octopussy - Operazione piovra (Octopussy), regia di John Glen (1983)
- 007 - Bersaglio mobile (A View to a Kill), regia di John Glen (1985)
- 007 - Zona pericolo (The Living Daylights), regia di John Glen (1987)

### Televisione
- Assignment Foreign Legion – serie TV, episodio 1x01 (1956)
- I gialli di Edgar Wallace (The Edgar Wallace Mystery Theatre) – serie TV, episodi 1x04-4x05 (1960-1963)
- Attenti a quei due (The Persuaders!) – serie TV, episodio 1x12 (1971)

## Doppiatori italiani
- Gualtiero De Angelis ne La lunga mano, L'uomo che vide il suo cadavere, Dottore a spasso, La strada a spirale
- Augusto Marcacci in Quattro in medicina, Il cargo della violenza, La mia vita comincia in Malesia
- Manlio Guardabassi in Octopussy - Operazione piovra
- Bruno Persa in Affondate la Bismarck!, Nata libera
- Arturo Dominici in Il dottor Živago, Holocaust 2000
- Sergio Rossi in Moonraker - Operazione spazio
- Alessandro Sperlì in Solo per i tuoi occhi
- Stefano Sibaldi ne Gli uomini condannano
- Manlio Busoni in La rivale di mia moglie
- Mario Mastria in 007 - Bersaglio mobile
- Mario Pisu in Finché dura la tempesta
- Renato Mori in La spia che mi amava
- Luigi Pavese in Gli eroi di Telemark
- Antonio Guidi in Sacco e Vanzetti
- Adolfo Geri in Minaccia atomica